# チャーム (企業)
株式会社チャームは、2001年（平成13年）に設立された日本の芸能プロダクション。
「チャームキッズ」「チャームボーイズ」「チャームプロダクション」などの芸能プロダクション。
ティーン誌のファッションモデルを中心に、ドラマ・映画・TVCM・広告などで活躍している子役も多く所属している。中田秀夫監督「貞子」メインキャスト、周防正行監督「カツベン！」ヒロイン幼少、中高生に人気雑誌「nicola」専属モデルなど抱えている。2019年5月にホームページをリニューアルして、「チャームキッズ」のキッズプロダクションの体制から「チャームグループ」の体制になり、キッズだけではなくキッズから大人までの所属する総合プロダクションに体制が変わる。

## 主な所属タレント
2019年9月20日閲覧時点
チャームキッズ
- 阿部ここは　新潮社「ニコラ」専属モデル
- 大野みさき　BSテレ東「ハイスクールＱ～ニュースを学ぶクイズ～」
- 藤田りんか　周防正行監督「カツベン！」ヒロイン栗原梅子役（幼少）
- 田熊ゆの　「しまむら」レギュラーモデル
- 姫嶋ひめか　中田秀夫監督「貞子」メイン少女役
- 渡瀬うみな　山本政志監督「脳天パラダイス」アヤメ役

チャームボーイズ
- 緒方貴心  沖田光監督「それ～それがやって来たら…」
- 内嶺ルカ  キッズステーション「ホビッチョ！」
- 長与航己  BSテレ東「ハイスクールＱ～ニュースを学ぶクイズ～」レギュラー

チャームプロダクション
- 姫野れみ　TBSラジオ「オタカラ川柳」レギュラー
- 姫野まほ　BS朝日「スポーツクロス」レギュラー
- 長嶋るみ　ポケモン「ポケカ宣伝部」
- 鬼木大地  「劇団さまぁ〜ず 」

## 主な過去の所属タレント
- 梅本静香[2]
- 普天間みさき[3]
- 村山めい
- 大場はるか[4]
- 指出らん[5]（→指出瑞貴）
- 山中知恵[6]
- 月嶋ルナ[7]
- 大森なるみ[8]
- 末永みお[9]（→水瀬いのり）
- 上杉まゆみ[10]
- 川口ひとみ[11]（→川口翔子）
- 泉はる[12]
- 新井みやび[13]
- 松嶋友貴奈[14]（→松山友紀奈）
- 中村あのん[15]（→中村あやの）
- 上原れな[16]
- 竹森ゆい[17]
- 行まゆか[18]（→平田真優香）
- 桜あいり[19]
- 牧野りな[20]（→原里杏）
- 牧原あゆ[21]
- 藤沢あおい[22]
- 山口えいみ[23]
- 藤谷まな[24]（→工藤美桜）
- 松田りおな[25]
- 浜崎まひな[26]
- 小宮りりか[27]
- 浜崎ひなの[28]
- 椎名もも[注 1]
- 松ありさ
- 七緒らん[注 2]
- 西野小春
- 西野花恋